# Leonrod (Dietenhofen)
Leonrod is een plaats in de Duitse gemeente Dietenhofen, deelstaat Beieren, en telt 187 inwoners.